# برج آرام
برج آرام نام یک فیلم طنز ایرانی به کارگردانی مسعود اطیابی است.  فیلم نامه این اثر را «محمود اربابی» براساس طرحی از «محسن امیر یوسفی»، نوشته است. این فیلم که محصول سال ۱۳۹۱ است، در سینما اکران نشد و در سال ۱۳۹۲ از طریق شبکه نمایش خانگی، توزیع گردید. 

## داستان
یک مجری معروف برنامه های تلویزیونی برای زندگی از یک محیط سنتی به یک برج در منطقه بالای شهر نقل مکان می کند. این نقل مکان با گم شدن مبل کهنه قرمزی که یادگار مادرش بوده مصادف شده و پیدا کردن آن باعث به وجود آمدن ماجراهایی می شود. این ماجراها فضایی نمادین را ایجاد می کنند که طنزآلود است.